# 최고의 치킨
《최고의 치킨》은 2019년 1월 2일부터 2019년 2월 7일까지 iHQ DRAMA와 MBN에서 방영된 드라마이다.

## 줄거리
치킨집 운영이 꿈인 대기업 사원 최고(박선호 분)와 할아버지에게서 이어받은 목욕탕에 은둔하는 웹툰 작가 지망생 서보아(김소혜)의 성장 스토리를 그린 드라마이다.

## 등장 인물

### 주요 인물
- 박선호 : 박최고 역 - 대기업 사원 → 치킨집 사장
- 김소혜 : 서보아 역 (아역 홍정민) - 목욕탕 전문경영인 → 치킨집 알바생
- 주우재 : 앤드류 강 역 - 미슐랭 3스타 레스토랑의 최연소 수셰프

### 그 외 인물
- 이승협 : 박준혁 역 (아역 최현진) - 최고의 형. 갓 개원한 한의사
- 동방우 : 서명동 역 - 보아의 할아버지. 목욕탕의 선대 사장이자 현 건물주
- 김서라 : 소오숙 역 - 최고와 준혁의 어머니. 극성 헬리콥터 맘.
- 손민지 : 황민아 역 (아역 김세희) - 부동산집 손녀딸이자 목욕탕 골목 패거리의 브레인
- 전성환 : 오영호 역 (아역 이주원) - 동네 슈퍼 아들. 보아의 소꿉친구 중 한 명
- 유문치 : 김규만 역 (아역 손규원) - 정육점의 2세 경영자. 목욕탕 골목 패거리의 험상궂은 인상
- 조아영 : 문소담 역 - 최고의 첫사랑. 맛집 소개 프로그램의 조연출
- 홍순창 : 부동산 역 - 명동의 친구이자 부동산 주인
- 홍석 : 배기범 역 - 동네 자영업자들의 악몽. 이른바 지옥에서 온 알바생. 서빙
- 안영채 : 권혁 역 - 배달왕
- 최성국 : 서공철 역 - 보아의 아버지
- 나인우 : 이진상 역 - 보아의 선배. 웹툰 작가
- 최황빈
- 이영현
- 유채목
- 김재영
- 오수엽
- 이두경
- 박성균
- 최성웅
- 한태일
- 김재민
- 함주연
- 류하성
- 이정성
- 이진목

## 촬영지
- 선화탕
- 서울윤종초등학교